# Waverly (Kansas)
Waverly é uma cidade localizada no estado 
americano de Kansas, no Condado de Coffey.

## Demografia
Segundo o censo americano de 2000, a sua população era de 589 habitantes.
Em 2006, foi estimada uma população de 558, um decréscimo de 31 (-5.3%).

## Geografia
De acordo com o United States Census Bureau tem uma área de
2,0 km², dos quais 2,0 km² cobertos por terra e 0,0 km² cobertos por água. Waverly localiza-se a aproximadamente 346 m acima do nível do mar.

## Localidades na vizinhança
O diagrama seguinte representa as localidades num raio de 20 km ao redor de Waverly.